# Château de Clos-Vougeot
'Château de Clos-Vougeot' est un cultivar de rosier hybride de thé obtenu par le rosiériste lyonnais Joseph Pernet-Ducher en 1908. Il est issu de ['Madame Eugène Verdier' x 'Eugène Fürst'] x ['Souvenir de Wooton' x 'François Copée']. Il doit son nom au château du Clos de Vougeot.

## Description
Il s'agit d'un arbuste très vigoureux de 100 cm qui est inerme et qui présente un feuillage vert foncé peu abondant. Ses fleurs parfumées de couleur rouge foncé aux nuances grenat sont grandes et doubles (17-25 pétales) de forme globuleuse. Elles ont la particularité de ne pas être « brûlées » par l'ardeur du soleil et de conserver donc leur belle couleur grenat foncé. La floraison est remontante.
Sa zone de rusticité est de 6b à 9b ; il s'agit donc d'un cultivar résistant aux hivers froids.
On peut l'admirer à la roseraie du Val-de-Marne de L'Haÿ-les-Roses.

## Descendance
- 'Château de Clos-Vougeot' a donné une mutation du nom de 'Château de Clos-Vougeot climbing' d'environ 300 cm qui est reconnue comme une variété grimpante très vigoureuse, découverte en 1920 par le rosiériste anglais Henry Morse[5]. Cette variété est plus présente aujourd'hui que la forme arbustive[6].
- Par croisement avec 'Commandeur Jules Gravereaux', il a donné naissance à 'Souvenir de Claudius Denoyel' (Chambard, 1920)[7].
- Par croisement avec 'Frau Karl Druschki', 'Château de Clos-Vougeot' a donné naissance à 'Madame Grégoire Staechelin' (Dot, 1927).
- Un semis de 'Château de Clos-Vougeot' par croisement avec un pollen non nommé a donné naissance à 'Kardinal' (Krause, 1933).